# 이주원 (아나운서)
이주원(1987년 9월 30일 ~ )은 대한민국의 아나운서이다.

## 프로필
- 출생 : 1987년 9월 30일
- 신체 : 176.1cm, 55.4kg, 35-24-36
- 학력 : 상명대학교 무용학과
- 수상 : 2012년 미스코리아 충북 진(眞)
- 경력 : 2013년 충주경찰서 홍보대사
- 취미 : 등산
- 특기 : 한국 무용, 현대 무용

## 방송 경력
- 아시아경제팍스TV 캐스터 (2013)
- 한국경제TV 캐스터 (2013)
- MBC 스포츠+ 아나운서 (2014~2015)
- GS홈쇼핑 쇼핑호스트 (2016~현재)

## 같이 보기
- 미스코리아 충북
- 2012년 미스코리아